# هال درابر
هال درابر (بالإنجليزية: Hal Draper)‏ هو كاتب أمريكي، ولد في 19 سبتمبر 1914 في بروكلين في الولايات المتحدة، وتوفي في 26 يناير 1990 في بيركيلي في الولايات المتحدة بسبب ذات الرئة.